# 竹内真理
竹内 真理（たけうち まり、1980年10月9日 - ）は、元福島放送（KFB）のアナウンサー。

## 人物・略歴
- 栄東高等学校、國學院大學文学部史学科卒業。博物館学芸員の資格を持つ。
- 2003年7月より富山テレビ放送の契約アナウンサーとして活動していたが、2006年3月30日をもって退職した。
- 株式会社キャスト・プラス（旧社名：クリエイティブ・メディア・エージェンシー）に所属。
- その後、テレビ山梨の番組「UTYニュースの星」のお天気キャスターや、テレビ埼玉（テレ玉）でニュースキャスターなどとして活躍。
- 2008年4月から2011年3月までは宮崎放送の契約アナウンサー（キャスト・プラスからの出向）であった。
- シンガーソングライターの工藤慎太郎とは高校時代の同級生である[1]。
- 2011年4月から2014年3月まで東日本放送の契約アナウンサー（キャスト・プラスからの出向）として活動していたが、フリーアナウンサーを経てのちにショップチャンネルのキャストに転向（2019年3月から2023年3月まで）。
- 2023年4月から福島放送へ入社。

## 担当番組

### 富山テレビ
- 週刊とやま元気家族：司会
- BBTニュース
- Youドキッ!たいむ：リポーター
- いい生活。：司会

### 富山テレビ退社後
- UTYニュースの星：お天気キャスター（テレビ山梨）
- テレ玉ニュース：日曜（テレビ埼玉、2006年4月 - 2007年3月）
- TBSラジオニュース（TBSラジオ、2007年7月15日）

### MRT宮崎放送

#### テレビ
- ゴゴイチ!
- MRTイブニング・ニュース：月・火曜
- MRT THE NEWS：月・火曜（～2009年9月）

#### ラジオ
- あや・さこ・まりプロデュース Mアナ☆スタイル
- MRTスーパーワイドバリッと朝（月曜。2009年10月～2010年3月）
- スイッチ音♪TIME（木曜）
- 私たちの作文
- 軍ちゃんの陽気にいくさ

### 東日本放送
- スーパーJチャンネルみやぎ（2011年4月～2012年9月）
- 突撃!ナマイキTV（水曜アシスタント、2013年4月～2014年3月）
- KHBニュース